# 锦安西路
锦安西路是中华人民共和国上海市浦东新区的一条街道，东西走向。锦安西路东起锦绣路，西至东绣路，全长300米。

## 交会道路（东向西）
- 锦绣路
- 东绣路